# Under the Surface
Under the Surface is het derde album van de Nederlandse newwavepopband The Dutch, uitgebracht in 1985 via Epic Records.
In 2014 kwam er een heruitgave van het album op iTunes en Spotify, aangevuld met nummer 9 tot en met 13.

## Nummers
1. "In My Head" – 4:25
2. "America" – 7:20
3. "Another Sunny Day" – 4:48
4. "All My Life" – 3:56
5. "Swim or Go Under" – 4:33
6. "This Old Land" – 5:50
7. "Once Again" – 5:50
8. "Another D'Artagnan - A European Song" – 5:50
9. "Out There Where The Caveman Dwells" – 3:55
10. "This Old Land (Michael Hoogenboezem mix)" – 6:03
11. "Video" – 4:30
12. "Another D'Artagnan" – 4:09
13. "America (Special re-mixed dance version)" – 8:11

## Instrumentatie, zang en composities
Hans Croon schreef alle teksten. Op dit album werden meer gastartiesten gebruikt dan op de twee voorgaande albums. In het nummer "Another Sunny Day" speelt Esther Apituley viool, Karen Jeneson cello en Bas Kleine harmonica. Paula Conaghan zingt op de achtergrond in de nummers "America" en "Swim On Go Under".

## Ontstaan
Het album werd tussen december 1984 en januari 1985 opgenomen in Studio 150 te Amsterdam , opgenomen en gemixt in Studio Soundpush te Blaricum en ge-edit in Studio Spitsbergen te Zuidbroek (Groningen). In Studio 150 waren Michiel Hoogenboezem en Klaas Jonkmans verantwoordelijk voor de engineering en John Smit bij Studio Soundpush. Het album werd geproduceerd door Michiel Hoogenboezoem en de leden van de band. Michiel Hoogenboezem was tevens verantwoordelijk voor de remix van het nummer America welke verscheen op 12 inch en op de 2014 re-release van het album. Okkie Huijsdens verzorgde samen met Michiel Hoogenboezem tevens voor een remix van het nummer This Old Land.

## Bezetting
Op Under the Surface bestaat de bezetting van The Dutch uit:
- Hans Croon - zang, gitaar, saxofoon, marimba, synthesizer
- Bert Croon - grand piano, hammondorgel, synthesizer, zang
- Jan de Kruijf - basgitaar, zang
- Klaas Jonkmans - drums, percussie, gitaar-synthesizer
- Esther Apituley - viool
- Paula Conaghan - zang
- Karen Jeneson - cello
- Bas Kleine - harmonica

## Singles
Er werden totaal twee singles uitgebracht van Under the Surface: America (1985) en Another Sunny Day (1985). America kon het succes van This is welfare ondanks de vele aandacht van VARA-radio niet evenaren. De single Another Sunny Day bereikte de Tipparade.
De B-kant van This is welfare bevat het niet eerder op het originele album uitgebrachte Out Here Where the Caveman Dwells. Dit nummer werd later aan de 2014 re-release van het album toegevoegd. De B-kant van Another Sunny Day bevat het nummer Once Again.